# Нельсон, Вилли
Вилли Нельсон (англ. Willie Nelson, полное имя Willie Hugh Nelson, род. 29 апреля 1933 года) — американский композитор и певец, работающий в стиле кантри. Обладатель 12 наград «Грэмми», в том числе в номинациях «Музыкальная легенда» (1990) и «За жизненные достижения» (2000). Включен в Зал славы кантри (1993).

## Биография
Отсчёт музыкальной карьеры Нельсона начинается с 1956 года. На первых порах его собственные записи отвергались звукозаписывающими компаниями из-за немодного, слишком «сырого» звучания. Поэтому Нельсон часто отдавал свои новые песни другим исполнителям, как, например, ставшую впоследствии едва ли не самой популярной в истории кантри, балладу «Crazy» Пэтси Клайн, и «Night Life» Рэя Прайса, которую называют наиболее перепеваемой кантри-мелодией в истории жанра.
Продвижению собственной карьеры Нельсона мешали пристрастие к алкоголю, курение марихуаны и то, что в общественных местах он зачастую носил нелицензированное оружие. Устав от проблем с законом, он в 1965 году переселился в техасский Остин, который был в те времена известен своими свободными нравами. Тут его музыка приобрела нестандартное звучание, впитав влияния рок-н-ролла, вестерн-свинга, джаза и фолк-рока. Сам певец пристрастился к утренним моционам и стал вести здоровый образ жизни.
В начале 1970-х Нельсон и Вэйлон Дженнингс отрастили длинные волосы, бороды и надели тёртые джинсы, тем самым объявив войну боссам кантри-индустрии, в которой тогда господствовали лощёные эстрадные исполнители в пиджаках безупречного покроя. В ходе так называемого outlaw movement (аутло-кантри) они отстаивали возвращение музыки кантри к своим ковбойским истокам, пытались вернуть жанру потерянную энергетику. Одним из основных вех этого направления был альбом Нельсона «Red Headed Stranger» (1975, «Рыжеволосый незнакомец»). Самыми успешными за всю его карьеру стали вышедшие в этот период синглы «Blue Eyes Crying in the Rain» (1975) и «On the Road Again» (1980).
В 1980-е годах Нельсон стал много сниматься в кино. В музыкальном отношении для него наступила пора дуэтов. Характерный пример — песня «To All the Girls I’ve Loved Before», записанная вместе с Хулио Иглесиасом. Вместе со старым товарищем Дженнингсом, Крисом Кристоферсоном и Джонни Кэшем он создал успешную супергруппу «The Highwaymen». К этому времени исполнитель получил весьма широкое признание за пределами кантри-индустрии. В 1982 году ему была присуждена премия «Грэмми» в престижной номинации «Запись года» (за новую интерпретацию классической песни «Always on My Mind»).
В 1990 году Нельсону пришлось потягаться в суде с налоговой службой, которая обвинила его в систематическом уклонении от уплаты налогов. Поскольку недоимки превысили 16 миллионов долларов, значительная часть имущества певца ушла с молотка. Для погашения задолженности он даже записал особый двойной альбом. По окончании судебной эпопеи Нельсон выпустил в 1993 году альбом дуэтов со звёздами других жанров, среди которых оказались Боб Дилан, Пол Саймон и Шинейд О’Коннор.
Во второй половине 1990-х популярность Нельсона (как и других исполнителей старой школы) стремительно снижалась. Не способствовала улучшению его имиджа и активная борьба престарелого певца за легализацию марихуаны (в одном из ток-шоу он с гордостью объявил, что курил «травку» на крыше Белого дома во время приёма, устроенного там президентом Джимми Картером). Пытаясь привлечь внимание молодого поколения слушателей кантри, Нельсон записал альбом с ярко выраженными вкраплениями регги. В 2006 году он впервые за многие годы вернулся на вершину кантри-чартов, а за год до этого выпустил синглом скандальную песню «Cowboys Are Frequently Secretly Fond of Each Other» (буквально: «Ковбои зачастую тайно влюблены друг в друга»), что является отсылкой к фильму «Горбатая гора».

## Дискография
Студийные альбомы
- …And Then I Wrote (1962)
- Here’s Willie Nelson (1963)
- Country Willie: His Own Songs (1965)
- Country Favorites: Willie Nelson Style (1966)
- Make Way for Willie Nelson (1967)
- The Party’s Over (1967)
- Texas in My Soul (1968)
- Good Times (1968)
- My Own Peculiar Way (1969)
- Both Sides Now (1970)
- Laying My Burdens Down (1970)
- Willie Nelson & Family (1971)
- Yesterday’s Wine (1971)
- The Words Don’t Fit the Picture (1972)
- The Willie Way (1972)
- Shotgun Willie (1973)
- Phases and Stages (1974)
- Red Headed Stranger (1975)
- The Sound in Your Mind (1976)
- The Troublemaker (1976)
- To Lefty from Willie (1977)
- Stardust (1978)
- Willie Nelson Sings Kristofferson (1979)
- Pretty Paper (1979)
- Family Bible (1980)
- Somewhere Over the Rainbow (1981)
- Always on My Mind (1982)
- Tougher Than Leather (1983)
- Without a Song (1983)
- City of New Orleans (1984)
- Angel Eyes (1984)
- Me & Paul (1985)
- Partners (1986)
- The Promiseland (1986)
- Island in the Sea (1987)
- What a Wonderful World (1988)
- A Horse Called Music (1989)
- Born for Trouble (1990)
- The IRS Tapes: Who’ll Buy My Memories?(1992)
- Across the Borderline (1993)
- Moonlight Becomes You (1994)
- Healing Hands of Time (1994)
- Just One Love (1994)
- Spirit (1996)
- Teatro (1998)
- Night and Day (1999)
- Me and the Drummer (2000)
- Milk Cow Blues (2000)
- Rainbow Connection (2001)
- The Great Divide (2002)
- Nacogdoches (2004)
- It Always Will Be (2004)
- Countryman (2005)
- You Don’t Know Me: The Songs of Cindy Walker(2006)
- Songbird (2006)
- Moment of Forever (2008)
- American Classic (2009)
- Country Music (2010)
- Remember Me, Vol. 1 (2011)
- Heroes (2012)
- Let’s Face the Music and Dance (2013)
- To All the Girls… (2013)
- Band of Brothers (2014)
- Django & Jimmie (2015)
- Summertime: Willie Nelson Sings Gershwin(2016)
- For the Good Times: A Tribute to Ray Price(2016)
- God’s Problem Child (2017)
- Last Man Standing (2018)
- My Way (2018)
- Ride Me Back Home (2019)
- First Rose Of Spring (2020)
- That’s Life (2021)
- The Willie Nelson Family (2021)
- A Beautiful Time (2022)
- I Don't Know A Thing About Love (2023)
- Bluegrass (2023)
- The Border (2024)
- Last Leaf On The Tree (2024)
- Oh What a Beautiful World (2025)

## Награды и признание
Премия «Грэмми»
Награда Национальной академии искусства и науки звукозаписи. Нельсон — обладатель 12 наград. В общей сложности был номинирован 51 раз.
| Год  | Номинация                                             | Описание                                                                              |
| ---- | ----------------------------------------------------- | ------------------------------------------------------------------------------------- |
| 1975 | Лучшее мужское вокальное кантри-исполнение            | песня «Blue Eyes Crying In The Rain»                                                  |
| 1978 | Лучшее мужское вокальное кантри-исполнение            | песня «Georgia On My Mind»                                                            |
| 1978 | Лучшее вокальное кантри-исполнение дуэтом или группой | песня «Mamas Don’t Let Your Babies Grow Up To Be Cowboys»                             |
| 1980 | Лучшая кантри-песня                                   | песня «On The Road Again»                                                             |
| 1982 | Лучшее мужское вокальное кантри-исполнение            | песня «Always On My Mind»                                                             |
| 1986 | Почетная награда от президента                        | Награда Майкла Грина (президента Национальной академии искусства и науки звукозаписи) |
| 1990 | Музыкальная легенда                                   | Вилли Нельсон                                                                         |
| 2000 | За жизненные достижения                               | Вилли Нельсон                                                                         |
| 2002 | Лучшее совместное кантри-исполнение с вокалом         | песня «Mendocino County Line»                                                         |
| 2007 | Лучшее совместное кантри-исполнение с вокалом         | песня «Lost Highway»                                                                  |
| 2016 | Лучший традиционный вокальный поп-альбом              | альбом Summertime: Willie Nelson Sings Gershwin                                       |
| 2019 | Лучший традиционный вокальный поп-альбом              | альбом My Way                                                                         |

## Фильмография
| Год  | Русскоязычное название                                       | Оригинальное название                               |
| ---- | ------------------------------------------------------------ | --------------------------------------------------- |
| 1979 | Электрический всадник                                        | The Electric Horseman                               |
| 1980 | Жимолость                                                    | Honeysuckle Rose                                    |
| 1981 | Вор                                                          | Thief                                               |
| 1982 | Барбароса                                                    | Barbarosa                                           |
| 1984 | Автор песен                                                  | Songwriter                                          |
| 1986 | Рыжеволосый странник                                         | Red-Headed Stranger                                 |
| 1986 | Дилижанс                                                     | Stagecoach                                          |
| 1986 | Полиция Майами (серия «El Viejo»)                            | Miami Vice                                          |
| 1988 | Однажды в техасском поезде                                   | Once Upon a Texas Train                             |
| 1988 | Где же это золото?                                           | Where the Hell’s That Gold?!!?                      |
| 1991 | Пара тузов в запасе: Покерная тройка                         | Another Pair of Aces: Three of a Kind               |
| 1994 | Большие мечты и разбитые сердца: История Дотти Уэст          | Big Dreams and Broken Hearts: The Dottie West Story |
| 1997 | На рыбалку                                                   | Gone Fishin'                                        |
| 1997 | Плутовство                                                   | Wag the Dog                                         |
| 1998 | Непропеченный                                                | Half Baked                                          |
| 1999 | Запоздалая расплата                                          | Outlaw Justice                                      |
| 1999 | Остин Пауэрс: Шпион, который меня соблазнил                  | Austin Powers: The Spy Who Shagged Me               |
| 2000 | Симпсоны (серия «Behind the Laughter»)                       | The Simpsons                                        |
| 2002 | Детектив Монк (серия «Mr. Monk and the Red-Headed Stranger») | Monk                                                |
| 2005 | Придурки из Хаззарда                                         | The Dukes of Hazzard                                |
| 2006 | Пивфест                                                      | Beerfest                                            |
| 2006 | Разрушенные мосты                                            | Broken Bridges                                      |
| 2007 | Придурки из Хаззарда: Начало                                 | The Dukes of Hazzard: The Beginning                 |
| 2007 | Блондинка с амбициями                                        | Blonde Ambition                                     |
| 2008 | На трезвую голову                                            | Swing Vote                                          |
| 2008 | Сёрфер                                                       | Surfer, Dude                                        |
| 2008 | Пиво моим лошадям                                            | Beer For My Horses                                  |
| 2013 | Когда поют ангелы                                            | Angels Sing                                         |
| 2016 | Образцовый самец № 2                                         | Zoolander 2                                         |